# Guoliang Yu
Guoliang Yu (11 de agosto de 1963) é um matemático estadunidense. 
Foi palestrante convidado do Congresso Internacional de Matemáticos em Madri (2006 - Higher index theory of elliptic operators and geometry of groups).
É membro da American Mathematical Society.

## Obras
- com Piotr Nowak: Large Scale Geometry, European Mathematical Society, Zürich 2012
- The Novikov conjecture for groups with finite asymptotic dimension, Annals of Mathematics, Volume 147, 1998, p. 325-355.
- Coarse Baum-Connes conjecture, K-Theory, Volume 9, 1995, p. 199-201
- Localization algebras and coarse Baum-Connes conjecture, K-Theory, Volume 11, 1997, p. 307-318
- The coarse Baum-Connes conjecture for spaces which admit a uniform embedding into Hilbert space,  Inventiones Mathematicae, Volume 139, 2000, p. 201-240.
- com  I. Mineyev: The Baum-Connes conjecture for hyperbolic groups, Inventiones Mathematicae, Volume 149, 2002, p. 97-122.
- com E. Guentner, R. Tessera:  A notion of geometric complexity and its application to topological rigidity, Inventiones Mathematicae, Volume 189, 2012, p. 315-357.